# عمر بوبوف
عمر بوبوف هو لاعب كرة قدم روسي، ولد في 2 يناير 2003.